# 假茱萸
假茱萸（学名：Aralidium pinnatifidum），又名沟子树，自成一个单型属，属于鞘柄木科，分布在东南亚从泰国到文莱的广大地区。
本科植物为常绿小乔木，最高可达15-17米；单叶互生；果实为蒴果，种子有4—5条沟。
1981年的克朗奎斯特分类法将其列入山茱萸科，放在山茱萸目中，1998年根据基因亲缘关系分类的APG 分类法认为应该单独分出一个假茱萸科（Aralidiaceae Philipson & B.C.Stone, 1980），放在伞形目中，2003年经过修订的APG II 分类法维持原分类，但2006年12月19日又一次修改，将其合并到鞘柄木科中。